# Мурашов, Эдуард Васильевич
Эдуа́рд Васи́льевич Мурашо́в (лит. Eduard Murašov; 15 августа 1938 — 25 октября 2013) — советский и литовский театральный актёр и режиссёр.

## Биография
Эдуард Васильевич Мурашов родился 15 августа 1938 года. В 1968 году окончил Высшее театральное училище им. Б. Щукина. Играл в Калининском театре юного зрителя и Тульском драматическом театре. Снимался в кино.
С 1971 года работал в Русском драматическом театре Литвы, где сыграл около 50 ролей. Кроме этого, в течение 15 лет вёл занятия с детьми в студии «Под маской».
Умер 25 октября 2013 года. Похоронен на Неменчинском кладбище (Неменчине).

## Работы в театре

### Актёр
- 1971 — Рицио — «Мария Сюарт» Ю. Словацкого, реж. Р. Виктюк
- 1972 — Герой — «Пассажир без багажа», Ж. Ануя, реж. И. Петров
- 1973 — Пашка — «Встречи и расставания» А. Вампилова, реж. Р. Виктюк
- 1973 — Ной — «Продавец дождя» О. Нэша, реж. Р. Виктюк
- 1988 — Пилат — «Мастер и Маргарита» М. Булгакова, реж. Р. Виктюк
- 1998 — Соломон — «Кин IV» Г. Горина, реж. Ю. Попов
- 1998 — Жорж Данден — «Жорж Данден, или Одураченный муж» Мольера, реж. Ю. Попов
- 1999 — Стародум — «Недоросль» Д. Фонвизина, реж. Б. Юхананов
- 2000 — Отец — «Вниз с горы Морган» А. Миллера, реж. Ю. Попов
- 2003 — Норандо — «Ворон» К. Гоцци, реж. Ю. Попов
- 2003 — Ненил — «Немного нежности» А. Николаи, реж. И. Власов
- 2004 — Жевакин — «Женитьба» Н. Гоголя, реж. А. Черпин
- 2004 — Бартоло — «Фигаро — здесь!» по П. О. Бомарше, реж. Г. Тростянецкий
- 2005 — Профессор Преображенский — «Собачье сердце» М. Булгакова, реж. А. Черпин
- 2006 — Александров — «Живой труп» Л. Толстого, реж. Э. Митницкий
- 2006 — Управляющий — «Журавль» А. Чехова, реж. Г. Цхвирава
- 2007 — Глов — «Игроки» Н. Гоголя, реж. М. Бычков
- 2008 — Шейлок — «Венецианский купец» У. Шекспира, реж. Р. Мархолиа
- 2008 — Факир — «Дерево превращений» Н. Гумилевa, реж. А. Глускинас
- 2009 — Загорецкий — «Горе от ума» А. Грибоедова, реж. Й. Вайткус
- 2011 — Дирижёр — «Тот, кто получает пощёчины» Л. Андреева, реж. Й. Вайткус
- 2012 — Фернан — «Ветер шумит в тополях» Ж. Сиблейрас, реж. А. Щуцкий

### Режиссёр
- 2003 — «Васса (Не покидай нас, Господи!)» М. Горького
- 2004 — «№ 13 (Out of Order)» Р. Куни
- 2006 — «Человек со звезды» К. Виттлингера
- 2007 — «Всё для тебя, любовь моя!» Ф. Саган
- 2008 — «Буря в стакане воды» Э. Скриба

## Фильмография
1. 1985 — Долгая память — начальник отряда
2. 1987 — Пуща — Семён Зимовец
3. 1989 — Круглянский мост — комбриг Преображенский
4. 1990 — Зверобой — Томас Хаттер
5. 1997 — Ожерелье из волчьих зубов (Литва; Vilko dantų karoliai) — Валерий Трофимович, участковый милиционер
6. 2010 — Кто вы? (Литва; Who are you?)
7. 2012 — Люди там (Латвия; Cilveki tur) — Виктор, дедушка Яна